# Epilampra yersiniana
Epilampra yersiniana är en kackerlacksart som beskrevs av Henri Saussure 1864. Epilampra yersiniana ingår i släktet Epilampra och familjen jättekackerlackor. Inga underarter finns listade i Catalogue of Life.